# Suse Wächter
Suse Wächter (* 1969 in Sangerhausen) ist eine deutsche Puppenspielerin und Puppenbauerin. Sie zählt laut nachtkritik.de zu den bedeutendsten im deutschsprachigen Raum. Ihre realistischen Puppengesichter gleichen häufig historischen Persönlichkeiten. Sie arbeitet daneben als Regisseurin und entwirft eigene Stücke.
Viele ihrer Inszenierungen zeichnen sich durch das Zusammenwirken von Puppen und Schauspielern sowie von Tanz und Musik aus.

## Leben
Suse Wächters erste Begegnung mit dem Puppentheater war als Kind und Jugendliche im Zuschauerraum des Theaters Waidspeicher in Erfurt. Eigenen Aussagen zufolge war sie fasziniert von dem Zusammenspiel zwischen bildender und darstellender Kunst. Ihre ersten als Kind selbstgebauten Puppen waren die Muppets Waldorf und Statler, die es in der DDR nicht zu kaufen gab.
1988 begann sie, im Malersaal und in der Theaterplastik des Städtischen Bühnen Erfurt zu arbeiten und sammelte handwerkliche Erfahrungen. Diese vertiefte Wächter, als sie von 1990 bis 1992 mit einem Wanderzirkus durch Deutschland reiste. Hier fertigte sie Requisiten und Gerätschaften an und restaurierte diese, bevor sie 1992 ihr Studium an der Hochschule für Schauspielkunst Ernst Busch Berlin begann. Hier erwarb sie 1996 ihr Diplom als Zeitgenössische Puppenspielerin. Seitdem arbeitet sie als freie Puppenspielerin und -bauerin. Schon während des Studiums arbeitete sie interdisziplinär mit Kommilitoninnen und Kommilitonen aus den Bereichen Regie, Schauspiel und Puppenspiel zusammen. Einige Mitglieder dieser Gruppe erhielten unmittelbar nach Abschluss des Studiums ein Engagement am Schauspiel Frankfurt, unter ihnen neben Wächter die späteren Stammregisseure Tom Kühnel und Robert Schuster.
Wächter arbeitete zudem unter anderem am TAT Frankfurt, am Thalia Theater Hamburg, an der Schaubühne Berlin, an der Volksbühne Berlin, an der Bayerischen Staatsoper München, am Schauspielhaus Zürich, dem Staatsschauspiel Hannover, dem Schauspiel Köln und bei den Salzburger Festspielen.
Wächter lebt in Berlin.

## Puppen
Ihre Puppen versieht Suse Wächter im Bauen meist mit einem sehr realistischen Gesicht. Dabei orientiert sie sich teilweise auch an historischen Personen wie in den Arbeiten Helden des 20. Jahrhunderts und Brechts Gespenster. Die Puppen variieren in ihrer Form – von Handpuppen, beziehungsweise Puppenköpfen, über Klappmäuler zu Puppen mit kompletten Körpern. Mittlerweile hat sie weit über 100 Puppen gebaut, die teilweise für unterschiedliche Produktionen auch umgestaltet und wiederverwendet werden.
In Wächters Inszenierungen werden sie zumeist in der offenen Spielweise bespielt, das heißt, die Puppenspieler sind während des Spiels hinter ihren Puppen sichtbar und nicht etwa hinter einer Spielleiste oder einem Spieltisch versteckt.

## Puppenspiel (Auswahl)
- 1995: Aleksandr Vvedenskij – Weihnachten bei Ivanovs. Regie: Tom Kühnel und Robert Schuster, Maxim Gorki Theater Berlin
- 2003: Helden des 20. Jahrhunderts. Regie: Tom Kühnel, Puppen: Suse Wächter, Volksbühne Berlin
- 2008: Saša Stanišić – Go West – Eine Familie Wandert Aus. Regie: Tom Kühnel, Puppen: Suse Wächter, Schauspiel Graz[9]
- 2010: Suse Wächter / Hans-Jörn Brandenburg – Helden der Oper. Konzept, Regie, Puppen: Suse Wächter, Neuköllner Oper[10]
- 2018: Das Orakel von Delphi. Jahrmarkt der Vernunft. Konzept: Suse Wächter, Manuel Muerte, Puppen: Suse Wächter, Ballhaus Ost Berlin
- 2018: Hört, hört! Die Bauhaus-Protokolle – der große Streit von Weimar. Konzeption: Suse Wächter, Janek Müller, Regie und Puppen: Suse Wächter, Kunstfest Weimar[11]
- 2022: Brechts Gespenster, Regie und Puppen, Berliner Ensemble[12]

## Puppenbau (Auswahl)
Theater
- 2001: Ring des Nibelungen (ohne Musik). Regie: Tom Kühnel, Puppen: Suse Wächter, TAT Frankfurt
- 2007: William Shakespeare – Ein Sommernachtstraum. Regie: Christian Weise, Puppen: Suse Wächter, Salzburger Festspiele[13]
- 2007: Tom Kühnel, Jürgen Kuttner – Fordlandia, Regie: Tom Kühnel, Puppen: Suse Wächter, Schauspiel Köln[14]

Film, Installation und Ausstellung
- 2015: Manifesto, Regie: Julian Rosefeldt
- 2025: Bernd – Operation Germanenkind, Regie: Cornelius Schwalm